# Pasohnus
Pasohnus is een geslacht van hooiwagens uit de familie Epedanidae.
De wetenschappelijke naam Pasohnus is voor het eerst geldig gepubliceerd door Suzuki in 1976. 

## Soorten
Pasohnus is monotypisch en omvat slechts de volgende soort:
- Pasohnus bispinosus